# Кот-д’Ивуар на летней Универсиаде 2013
Кот-д'Ивуар на летней Универсиаде 2013 года был представлен двумя спортсменами в одном виде спорта.

## Лёгкая атлетика
| Атлет                  | Вид        | Результат |
| ---------------------- | ---------- | --------- |
| Хуа Уилфред Серж Коффи | 100 метров |           |
| Хуа Уилфред Серж Коффи | 200 метров |           |
| Мари-Жозе Та Лу        | 100 метров |           |
| Мари-Жозе Та Лу        | 200 метров |           |